# Operazione Ariel
Operazione Ariel fu il nome in codice dell'operazione di evacuazione dal suolo francese delle residue truppe britanniche che avevano preso parte alla campagna di Francia nel corso della seconda guerra mondiale. L'operazione Ariel fu la terza grande evacuazione di forze britanniche dal territorio francese; essa è meno nota e si svolse in condizioni meno disperate della più celebre operazione Dynamo, avvenuta a Dunkerque tra il 27 maggio e il 4 giugno 1940, ma consentì l'imbarco di un considerevole numero di soldati Alleati che avrebbero combattuto in seguito nel prosieguo della guerra.

## Antefatti

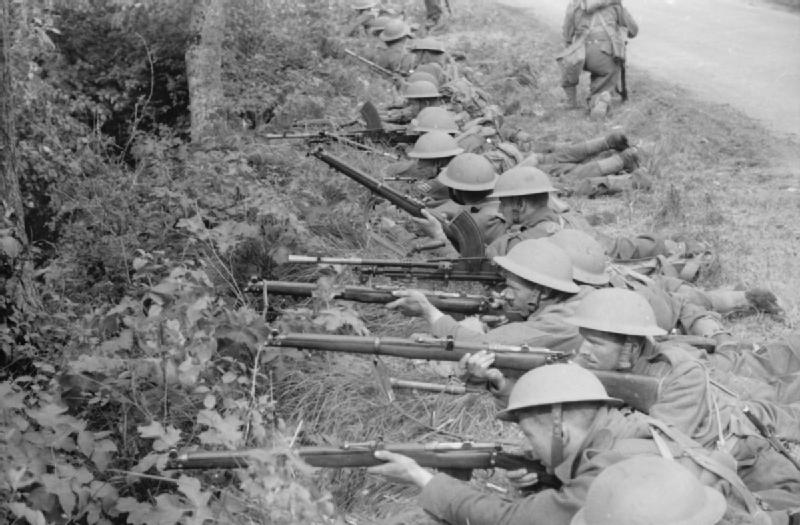
Uomini del 4º battaglione del The Border Regiment presidiano una posizione difensiva nel maggio 1940. Questo battaglione era stato incaricato di difendere le linee di comunicazione della BEF ma divenne parte della "Beauforce", in seguito brigata "A" della Beauman Division

Quando ormai la situazione militare francese era gravemente compromessa e le truppe tedesche avevano sfondato la linea Weygand nel corso della seconda fase della loro offensiva, l'Alto comando britannico decise di evacuare i reparti ancora operanti in Francia, per impedire che potessero essere circondati e intrappolati dalla Wehrmacht. Il grosso del Corpo di spedizione britannico (BEF), circondato dai tedeschi nel passo di Calais, era già stato evacuato nel maggio del 1940 nel corso dell'Operazione Dinamo. Tuttavia operavano ancora in territorio francese vari reparti: a rinforzare il dispositivo militare francese nel settore Normandia - Bretagna era stata inviata una parte della 1ª divisione corazzata britannica ed elementi della milizia territoriale, più tardi raggruppati in una formazione temporanea posta sotto il comando di A. B. Beauman, cui venne dato il grado temporaneo di maggior generale e la formazione denominata Beauforce; in seguito vennero aggiunti altri reparti e costituita una divisione provvisoria, comandata dal Beauman col grado temporaneo di maggior generale e denominata Beauman Division. Ad esse si aggiunsero la 52ª Divisione fanteria Lowlands, una unità territoriale, e la 1ª Divisione di fanteria canadese che era stata rimobilizzata il 1º settembre 1939 ed inviata in tutta fretta in Inghilterra, inviate dal governo britannico a supporto delle linee francesi; in particolare le unità canadesi in Francia erano il Royal Canadian Regiment (RCR), The 48th Highlanders of Canada e The Hastings and Prince Edward Regiment ; queste unità costituivano il cosiddetto secondo BEF, al comando del generale Alan Brooke.

## Scatta l'evacuazione
Il 14 giugno 1940 i tedeschi occuparono Parigi ed immediatamente Brooke telefonò a Churchill per convincerlo a disimpegnare il corpo di spedizione dalla Francia, ottenendo l'assenso. Nello stesso giorno l'Operazione Ariel ebbe inizio con l'evacuazione dei primi reparti britannici dai porti di Cherbourg e Saint Malo; le operazioni proseguirono ininterrottamente fino al 25 giugno, quando entrò in vigore il cessate il fuoco imposto dall'armistizio tra francesi e tedeschi. Il comando di quest'operazione fu assegnato all'ammiraglio William Milbourne James, comandante in capo della base navale inglese di Portsmouth.
Le operazioni di evacuazione si svolsero in modo intenso non solo nei porti della Francia settentrionale, ma anche nei porti orientali nell'area del golfo di Biscaglia. In quest'area unità della marina britannica, al comando dell'ammiraglio Martin Eric Nasmith riuscirono ad evacuare militari britannici e francesi dai porti di Saint Nazaire, Brest e Nantes.

Più di 215 000 soldati Alleati furono evacuati durante l'operazione Ariel. Circa 30 000 militari, principalmente della 52ª Divisione britannica ma anche della 1ª corazzata e della Beauman Division, furono evacuati da Cherbourg principalmente tra il 15 e il 17 giugno, con la retroguardia che prese il mare la mattina del 18 mentre le avanguardie tedesche entravano in città. Altri 20 000 uomini (principalmente canadesi) vennero tratti in salvo da Saint Malo.
Altre navi vennero inviate nei porti di Brest, Saint Nazaire e La Pallice (il porto commerciale di la Rochelle), compresi i grossi trasporti truppe Arandora Star, Otranto e Strathaird a Brest, mentre le navi Georgic, Duchess of York, Franconia, RMS Lancastria e Oronsay vennero inviati a Saint Nazaire a recuperare personale logistico e della RAF e truppe di paesi alleati, polacchi e cechi. Le navi subirono violenti attacchi aerei tedeschi e dopo alcuni colpi minori messi a segno sulla Franconia e sulla Oronsay, la Lancastria venne centrata alle 3:45 del 17 giugno da 4 bombe che l'affondarono; tra i passeggeri della nave sovraffollata circa 2 447 vennero recuperati, ma vi furono circa 4 000 vittime (con stime variabili tra 3 000 e 5 800), la più grande perdita di vite della storia navale britannica.
Altri convogli partirono da Bordeaux, Le Verdon, Bayonne e Saint Jean-de-Luz e proprio a Bordeaux, nell'estuario della Gironda, il cacciatorpediniere canadese HMCS Fraser venne speronato ed affondato dall'incrociatore antiaereo HMS Calcutta.

## Totali
Gli evacuati durante l'operazione furono così suddivisi:
- Britannici – 144 171
- Polacchi – 24 352
- Francesi – 18 246
- Cechi – 4 938
- Belgi – 163

In totale, 191 870 soldati ed aviatori Alleati o personale civile. Benché molto dell'equipaggiamento sia andato perduto, 310 pezzi di artiglieria, 2 292 veicoli, 1 800 tonnellate di materiale, 13 carri leggeri e 9 carri incrociatori (carri con pesante corazzatura e mobilità limitata per supporto alla fanteria) tra i mezzi della 1ª Divisione corazzata vennero recuperati.